# 埃里思
埃里思（Erith）是英國倫敦的一個地區，在行政區劃上屬於貝克斯利倫敦自治市。埃里思鄰近泰晤士河。在1961年之後，埃里思開始快速城市化。現在埃里思擁有倫敦最長的碼頭。